# A.E. Vickery
A.E. Vickery fue una goleta de madera de tres mástiles construida en 1861 que medía 136,2 pies x 26,2 pies x 10,8 pies. El buque fue botado en julio de 1861 en Three Mile Bay, Nueva York, Estados Unidos, con el nombre de J. B. Penfield, y con ese nombre navegó por el canal Welland en su ruta desde Detroit, Míchigan, a Oswego, Nueva York.
Fue rebautizado como A. E. Vickery el 25 de febrero de 1884 y se hundió el 17 de agosto de 1889 al chocar contra un banco de arena cuando entraba en American Narrows con una carga de 21.000 fanegas de maíz destinadas a la destilería Wisers de Prescott, Ontario, Canadá.
El pecio descansa ahora a unos 35 metros de profundidad cerca de Rock Island Light, en la posición 44°16.820′N 76°01.183′O / 44.280333, -76.019717.